# Список моментів інерції
Нижче приведено список формул, за якими розраховуються моменти інерції різних тіл. Розмірність масових моментів інерції — маса×довжина2. Це обертовий аналог маси тіл. Ці моменти інерції не слід плутати із моментами інерції плоских перерізів, які використовуються при розрахунку згинів і деформацій.

Нижченаведені моменти інерції допускають лише сталу густину тіл обертання, а вісь обертання проведена через центр мас, якщо не зазначено інше
| Опис | Фігура | Момент(и) інерції | Коментар |
| --- | ------ | --- | --- |
| Точкова маса m на відстані r від осі обертання. |        | {\displaystyle I=mr^{2}} | Точка не має моменту інерції відносно осі, що проходить крізь неї. Наведений вираз отримано з теореми Штейнера. |
| Дві точкові маси, M і m, із зведеною масою {\displaystyle \mu } на віддалі, x одна від одної. |        | {\displaystyle I={\frac {Mm}{M\!+\!m}}x^{2}=\mu x^{2}} | — |
| Стрижень довжиною L і масою m (Вісь обертання проходить через один із кінців стрижня) |        | {\displaystyle I_{\mathrm {end} }={\frac {mL^{2}}{3}}\,\!} | В цьому виразі припускається що стрижень нескінченно тонкий (однак твердий). Це також є частковим випадком тонкої прямокутної площини з осями обертання на краю площини з h = L і w = 0. |
| Стрижень довжиною L і масою m |        | {\displaystyle I_{\mathrm {center} }={\frac {mL^{2}}{12}}\,\!} | В цьому виразі припускається що стрижень нескінченно тонкий (однак твердий). Це також є частковим випадком тонкої прямокутної площини з осями обертання що проходять через центр площини, w = L і h = 0.                                                                                                  |
| Тонке кільце радіусу r маси m |        | {\displaystyle I_{z}=mr^{2}\!} {\displaystyle I_{x}=I_{y}={\frac {mr^{2}}{2}}\,\!} | Це частковий випадок тора для якого b=0. (див. нижче), а також тонкостінного циліндра без основ, з r1=r2 і h=0. |
| Тонкий суцільний диск, радіусу r і маси m |        | {\displaystyle I_{z}={\frac {mr^{2}}{2}}\,\!} {\displaystyle I_{x}=I_{y}={\frac {mr^{2}}{4}}\,\!} | Це частковий випадок суцільного циліндра,з h=0. |
| Тонка циліндрична оболонка з без основ, радіусу r маси m |        | {\displaystyle I=mr^{2}\,\!} | Цей вираз говорить що товщина оболонки нескінченно мала. Це частковий випадок тонкостінної циліндричної труби для r1=r2. Також, точкова маса (m) на кінці стрижня довжиною r має саме такий момент інерції а значення r називають радіусом інерції .                                                      |
| Суцільний циліндр радіусу r, висоти h і маси m |        | {\displaystyle I_{z}={\frac {mr^{2}}{2}}\,\!} {\displaystyle I_{x}=I_{y}={\frac {1}{12}}m\left(3r^{2}+h^{2}\right)} | Це частковий випадок тонкостінної циліндричної труби з r1=0. (Зауваження: осі X-Y повинні помінятися місцями для стандартної правої трійки базисних векторів) |
| Тонкостінна циліндрична труба з без основ з внутрішнім радіусом r1, зовнішнім радіусом r2, довжиною h і масою m |        | {\displaystyle I_{z}={\frac {1}{2}}m\left({r_{1}}^{2}+{r_{2}}^{2}\right)} {\displaystyle I_{x}=I_{y}={\frac {1}{12}}m\left[3\left({r_{2}}^{2}+{r_{1}}^{2}\right)+h^{2}\right]} або ж вводячи нормовану товщину tn = t/r і припускаючи r = r2, then {\displaystyle I_{z}=mr^{2}\left(1-t_{n}+{\frac {1}{2}}{t_{n}}^{2}\right)} | З густиною ρ і такою ж геометрією {\displaystyle I_{z}={\frac {1}{2}}\pi \rho h\left({r_{2}}^{4}-{r_{1}}^{4}\right)} {\displaystyle I_{x}=I_{y}={\frac {1}{12}}\pi \rho h\left(3({r_{2}}^{4}-{r_{1}}^{4})+h^{2}({r_{2}}^{2}-{r_{1}}^{2})\right)}                                                          |
| Сфера (пустотіла) радіуса r і маси m |        | {\displaystyle I={\frac {2mr^{2}}{3}}\,\!} | Пустотіла сфера може розглянута такою, що зроблена з двох наборів нескінченно-тонких, круглих обручів, в яких радіус змінюється від 0 до r (або одного набору, в якого радіус змінюється з -r до r). |
| Куля (суцільна) радіусу r і маси m |        | {\displaystyle I={\frac {2mr^{2}}{5}}\,\!} | Сфера може розглядатись як така, що зроблена з двох наборів нескінченно-тонких твердих дисків в яких радіус змінюється від 0 до r (або одного набору в якого радіус змінюється від -r до r). Також, може розглядатись як зроблена з нескінченно тонких, пустотілих сфер, де радіус змінюється від 0 до r. |
| Прямокутний Конус радіусу r висоти height h і маси m. |        | {\displaystyle I_{z}={\frac {3}{10}}mr^{2}\,\!} {\displaystyle I_{x}=I_{y}={\frac {3}{5}}m\left({\frac {r^{2}}{4}}+h^{2}\right)\,\!} | — |
| Трубчатий тор радіусу а, з радіусом перерізу b і маси m. |        | Навколо діаметра: {\displaystyle {\frac {1}{8}}\left(4a^{2}+5b^{2}\right)m} Навколо вертикальної осі: {\displaystyle \left(a^{2}+{\frac {3}{4}}b^{2}\right)m} | — |
| Еліпсоїд (суцільний) з напівосями a, b, і c з віссю обертання a і масою m |        | {\displaystyle I_{a}={\frac {m(b^{2}+c^{2})}{5}}\,\!} | — |
| Тонка прямокутна площина висоти h і ширини w і маси m (Вісь обертання на краю площини) |        | {\displaystyle I_{e}={\frac {mh^{2}}{3}}+{\frac {mw^{2}}{12}}\,\!} | — |
| Тонка прямокутна площина висоти h і ширини w і маси m |        | {\displaystyle I_{c}={\frac {m(h^{2}+w^{2})}{12}}\,\!} | — |
| Суцільний кубоїд висоти h, ширини w, і глибини depth d, маси m |        | {\displaystyle I_{h}={\frac {1}{12}}m\left(w^{2}+d^{2}\right)} {\displaystyle I_{w}={\frac {1}{12}}m\left(h^{2}+d^{2}\right)} {\displaystyle I_{d}={\frac {1}{12}}m\left(h^{2}+w^{2}\right)} | Для схоже орієнтованого куба з ребрами {\displaystyle s}, {\displaystyle I_{CM}={\frac {ms^{2}}{6}}\,\!}. |
| Суцільний кубоїд висоти D, ширини W, довжини L, і маси m з найдовшою діагоналлю в ролі осі обертання. |        | {\displaystyle I={\frac {m\left(W^{2}D^{2}+L^{2}D^{2}+L^{2}W^{2}\right)}{6\left(L^{2}+W^{2}+D^{2}\right)}}} | Для куба з ребрами {\displaystyle s}, {\displaystyle I={\frac {ms^{2}}{6}}\,\!}. |
| Плоский многокутник з вершинами {\displaystyle {\vec {P}}_{1}}, {\displaystyle {\vec {P}}_{2}}, {\displaystyle {\vec {P}}_{3}}, ..., {\displaystyle {\vec {P}}_{N}} і масою {\displaystyle m} однорідно розподіленою на його поверхні, що обертається навколо осі перпендикулярній до площини і проходить через початок координати. |        | {\displaystyle I={\frac {m}{6}}{\frac {\sum \limits _{n=1}^{N-1}\\|{\vec {P}}_{n+1}\times {\vec {P}}_{n}\\|(({\vec {P}}_{n+1}\cdot {\vec {P}}_{n+1})+({\vec {P}}_{n+1}\cdot {\vec {P}}_{n})+({\vec {P}}_{n}\cdot {\vec {P}}_{n}))}{\sum \limits _{n=1}^{N-1}\\|{\vec {P}}_{n+1}\times {\vec {P}}_{n}\\|}}}                    | Цей вираз передбачає, що многокутник є опуклим. Вектори {\displaystyle {\vec {P}}_{1}}, {\displaystyle {\vec {P}}_{2}}, {\displaystyle {\vec {P}}_{3}}, ..., {\displaystyle {\vec {P}}_{N}} є радіус-векторами вершин.                                                                                    |
| Нескінченний круг з масою, що нормально розподілена на двох осях навколо обертання (тобто {\displaystyle \rho (x,y)={\tfrac {m}{2\pi ab}}\,e^{-((x/a)^{2}+(y/b)^{2})/2}} де : {\displaystyle \rho (x,y)} — масова густина як функція x і y).                                                                                        |        | {\displaystyle I=m(a^{2}+b^{2})\,\!} | — |